# Damjan Bohar
Damjan Bohar (Murska Sobota, 18 de outubro de 1991) é um futebolista esloveno que atua como ponta-esquerda. Atualmente, defende o Koper.